# Hard Target 2
Hard Target 2 es una película estadounidense de 2016 dirigida por Roel Reiné. Es una secuela directamente para vídeo de la película de 1993 Hard Target. Está protagonizada por Scott Adkins, Robert Knepper, Ann Truong, Rhona Mitra y Temuera Morrison.

## Sinopsis
Un peleador de artes marciales mixtas llamado  Wes "The Jailor" Baylor (Scott Adkins) viaja a Myanmar para participar de una última pelea. Sin embargo, la oferta es un engaño para convertirlo en la presa de una cacería humana.

## Reparto
- Scott Adkins como Wes Baylor
- Robert Knepper como Aldrich
- Rhona Mitra como Sofia
- Temuera Morrison como Madden
- Ann Truong como Tha
- Adam Saunders como Esparto
- Jamie Timony como Landon
- Peter Hardy como Jacob Zimling
- Sean Keenan como Tobias Zimling
- Troy Honeysett como Jonny Sutherland
- Gigi Veliciat como Maduka
- Katrina Grey como Kay Sutherland

## Producción
La película fue rodada en Tailandia, en un periodo de 20 días.